# 783
Évszázadok: 7. század – 8. század – 9. század
Évtizedek: 730-as évek – 740-es évek – 750-es évek – 760-as évek – 770-es évek – 780-as évek – 790-es évek – 800-as évek – 810-es évek – 820-as évek – 830-as évek
Évek: 778 – 779 – 780 – 781 –  782 – 783 – 784 – 785 – 786 – 787 – 788

## Események

### Európa
- Sztaurakiosz bizánci főminiszter sereggel vonul Görögországba és megadóztatva az ottani szláv törzseket, megerősíti Konstantinápoly uralmát a terület fölött.
- Meghal Silo asztúriai király. Mivel fia nincs, özvegye, Adosinda a saját unokaöccsét (I. Fruela király fiát), II. Alfonzot választatja uralkodóvá. Adosinda féltestvére, Mauregato (I. Alfonz király törvénytelen fia) azonban támogatóiból nagy sereget gyűjt össze és elbitorolja a trónt. II. Alfonz Álavába menekül, Adosindát élete végéig kolostorba zárják.
- Nagy Károly frank király felesége, Hildegard áprilisban belehal a szülésbe. Néhány hónappal később Károly anyja, Bertrada is meghal. A király októberben feleségül veszi a 18 éves Fastradát, egy frank gróf lányát.
- Folytatódik a szászok felkelése a frankok ellen. Bár télen Nagy Károly a Hase folyónál győzelmet arat felettük, vezérüknek, Widukindnek sikerül fellázítani a frízeket is.
- Abd al-Rahmán cordóbai emír elfoglalja Zaragozát.

## Halálozások
- április 30. - Hildegard, Nagy Károly felesége
- július 12. - Bertrada, Nagy Károly anyja
- Han Kan, kínai festő
- Silo, asztúriai király

## Fordítás
- Ez a szócikk részben vagy egészben  a(z)   783 című angol Wikipédia-szócikk ezen változatának fordításán alapul.  Az eredeti cikk szerkesztőit annak laptörténete sorolja fel. Ez a jelzés csupán a megfogalmazás eredetét és a szerzői jogokat jelzi, nem szolgál a cikkben szereplő információk forrásmegjelöléseként.